# جوردن كينغ
جوردن كينغ (بالإنجليزية: Jordan King)‏ هو سائق سيارة سباق بريطاني، ولد في 26 فبراير 1994 في ورك في المملكة المتحدة.

## وصلات خارجية
- جوردن كينغ على موقع DriverDB.com (الإنجليزية)